# Mèlnik
Mèlnik (en bùlgar-Mелник, grec-Meleniko) és una ciutat a la província de Blagòevgrad,al sud-oest de Bulgària, al sud-oest de les muntanyes de Pirin, a uns 437 metres sobre el nivell del mar.
La ciutat és una reserva arquitectònica i 96 de les seves construccions són monuments culturals. Té 385 habitants, és la ciutat més petita de Bulgària, però manté la condició de ciutat avui dia per raons històriques.
És una ciutat molt antiga, del segle IX-XX. Els ciutadans es dedicaven a la producció de vi i elaboració de tabac. El vi, molt famós, es transportava a tot Europa, a més a més d'Anglaterra i Àustria. A la ciutat hi havia més de 70 esglésies i al voltant 4 monestirs, 3 escoles de nois i 1 de noies, i una biblioteca amb tota mena de llibres.
Des de l'any 1968, Melnik és proclamada una ciutat museu.
Avui dia els ciutadans es dediquen a la producció de vi i al turisme.